# Цибуля-слизун
Цибуля-слизун або цибуля поникла (Allium nutans) — вид рослин з родини амарилісових (Amaryllidaceae); поширений у центральній і північній Азії, східноєвропейській Росії.

## Опис
Цибулина одиночна або парна, від вузько циліндричної до субконічної, діаметром 1.5–2 см, прикріплена до горизонтального або косого, кремезного кореневища; оболонка чорнувата. Листки широколінійні, ≈ 1/2 довжини стеблини, завширшки 6–10(15) мм, плоскі, товсті, гладкі, верхівки тупі. Стеблина 30–60 см, 2-кутна, вузькодвокрила, вкрита листовими піхвами лише біля основи. Зонтик кулястий, густо-багато-квітковий. Оцвітина від блідо-червона до блідо-пурпурної; зовнішні сегменти вузько-яйцюваті, човноподібні, 4.5–5.5 × 1.5–2 мм; внутрішні яйцюваті, 5–6.5 × 2.2–3 мм, верхівка тупа. Період цвітіння й плодоношення: червень — серпень.

## Поширення
Поширення: Казахстан, Монголія, Китай — північний Сіньцзян, Росія — Сибір, східноєвропейська частина.
Населяє луки й вологі місця.